# William L. Heath
Pour les articles homonymes, voir Heath.
William L. Heath, né William Ledbetter Merrill le 29 février 1924 à Lake Village, en Arkansas, et mort le 1er février 2007, est un journaliste et écrivain américain, auteur de roman policier et de littérature d'enfance et de jeunesse.

## Biographie
Né en Arkansas, il est le troisième fils de Charles Merrill et d'Ann Maples Heath qui meurt peu après sa naissance. L'enfant est donc élevé par sa grand-mère et sa tante et grandit à Scottsboro, dans le comté de Jackson, en Alabama. Ses œuvres à venir reflètent en grande partie ses propres expériences de jeunesse et la vie quotidienne des gens rencontrés dans cette petite ville typiquement sudiste de son enfance.
Après avoir fréquenté les écoles publiques de Scottsboro, il s'inscrit à l'Académie militaire de Baylor à Chattanooga, au Tennessee, puis entre à l'Université de Virginie de Charlottesville. Ses études sont interrompues en 1943 par la Seconde Guerre mondiale, quand Heath s'enrôle comme opérateur radio et pilote de combat dans la US Army Air Corps. Il accomplit des missions en Birmanie et en Chine et reçoit plusieurs décorations et honneurs.
Démobilisé en 1945, il retourne à l'Université de Virginie et obtient en 1949 son diplôme en littérature anglaise. Son intérêt pour l'écriture se développe pendant son service militaire et s'accroît pendant ses dernières années d'études. Alors qu'il est encore étudiant, il publie sa première nouvelle, A Piece of Jade, dans le magazine Collier's. Une autre nouvelle, His Brother's Keeper, remporte le Prix littéraire du Virginia Spectator, la revue littéraire de son université. Après ses études, il travaille deux ans comme secrétaire de rédaction au Chattanooga Times. En 1950, il épouse Mary Anne Stahle, dont il aura trois fils.  De 1953 à 1959, il se consacre uniquement à l'écriture avant de devoir reprendre un emploi et se contenter d'écrire pendant ses moments de loisir.
Au cours de sa carrière littéraire, il fait paraître une trentaine de nouvelles et huit romans. Il est l'un des fondateurs du roman noir sudiste, genre qui s'attache à décrire la vie de gens ordinaires des petites villes du Sud coincés dans des situations violentes, c'est pourquoi « certains critiques lui ont trouvé des accents dignes des romans de Faulkner ». Ainsi, dans Les Inconnus dans la ville (Violent Saturday, 1955), son premier roman, le récit retrace les vies convergentes des spectateurs, victimes et responsables d'un vol de banque dans la ville fictive de Morgan, en Alabama. Trois étrangers arrivent à Morgan pour dévaliser la banque, mais leur plan tourne mal et conduit à un enlèvement et à une sanglante fusillade. L'année même de sa parution, le roman est adapté au cinéma sous le titre éponyme par Richard Fleischer, avec Victor Mature et Richard Egan. Dans un autre de ses romans policiers, The Good Old Boys (1971), la paisible petite ville sudiste de Hackamore est secouée par une série de morts suspectes.
Dans les années 1970, Heath se tourne vers la littérature jeunesse. Dans The Eartquake Man (1980), roman que l'auteur considérait comme son meilleur, il mêle fantastique et roman policier. Le récit raconte comment un étranger, venu de nulle part, promet aux deux garçons O'Grady, laissés seuls par leurs parents sur la ferme familiale, de les débarrasser d'un troll, surgi de la préhistoire, qui hante le verger.
William L. Heath prend sa retraite en 1988, après la mort de sa femme, et s'installe à Guntersville, où il meurt en février 2007. Il est enterré dans Cedar Hill Cemetery de Scottsboro.

## Œuvre

### Romans
- Violent Saturday (1955) Publié en français sous le titre Les Inconnus dans la ville, Paris, Gallimard, Série noire no 274, 1955 ; réédition, Paris, Gallimard, Carré noir no 501, 1983
- Sad Clown ou The Laughing of East Point (1956)
- Ill Wind (1957)
- Blood on the River ou Temptation in a Southern Town (1959)
- The Good Old Boys (1971)

### Ouvrages de littérature d'enfance et de jeunesse
- Most Valuable Player (1973)
- Max the Great (1977)
- The Eartquake Man (1980)

### Nouvelles
- A Piece of Jade (1948)
- His Brother's Keeper (1948)
- Bargain Hunters (1949)
- China Has Rocks in its Clouds (1949)
- Last Known Position (1949)
- Mac (1952)
- The Kremlin Walls (1952)
- Big Dark (1952)
- A Real Bird Dog (1952)
- An Act of Faith (1953)
- The Mighty Bass (1953)
- That Blonde! (1953)
- Most Valuable Player (1955)
- Escape! (1955)
- Thieves' Bazaar (1956) Publié en français sous le titre Le Bazar des voleurs, Paris, Opta, Alfred Hitchcock magazine no 61, mai 1966 ; réédition dans une nouvelle traduction sous le titre Import-Export dans Histoires qui virent au noir, Paris, Pocket no 2367, 1987
- It's Always Five O'Clock
- Darby's Folly

## Adaptation
- 1955 : Les Inconnus dans la ville (Violent Saturday), film américain réalisé par Richard Fleischer, adaptation du roman éponyme, avec Victor Mature, Richard Egan, Stephen McNally, Ernest Borgnine et Lee Marvin

## Sources
- Claude Mesplède (dir.), Dictionnaire des littératures policières, vol. 1 : A - I, Nantes, Joseph K, coll. « Temps noir », 2007, 1054 p. (ISBN 978-2-910-68644-4, OCLC 315873251), p. 948-949.
- Claude Mesplède  et Jean-Jacques Schleret (Éd. rév. de: SN, voyage au bout de la Noire), Les auteurs de la Série noire, 1945-1995, Nantes, Joseph K, coll. « Temps noir », 1996, 627 p. (ISBN 978-2-910-68611-6, OCLC 300207570), p. 226.